# Breve storia del mondo
Breve storia del mondo è un libro scritto da Ernst Gombrich, scritto nel 1935 e pubblicato per la prima volta nel 1985 da Dumont.

## L'opera
Sebbene pubblicato per la prima volta nel 1985, il libro rappresenta un'opera giovanile del futuro critico d'arte: fu infatti scritta nel 1935, quando l'autore aveva 25 anni.
L'opera si propone di presentare una compatta e agile storia universale, che prende le mosse dalla Preistoria e si arresta alla prima guerra mondiale.
Come si evince dall'introduzione dell'autore, l'opera nasce con l'intento di mettere a proprio agio il lettore, e di offrirgli un'esposizione agile, senza necessità di perdersi in una ridda di nomi e date. Riguardo alla mole, l'intero corso della narrazione storica di Gombrich si risolve in poco più di 300 pagine. La prosa si serve di un linguaggio semplice e diretto: prosa ed esposizione sono adatti alla ricezione da parte di una platea molto vasta, incluso un pubblico di ragazzi.

## Altre edizioni
- Ernst Gombrich, Breve storia del mondo, traduzione di Riccardo Cravero e illustrazioni di Fabian Negrin, collana Saggi, Salani, 2006,  pp. 338, cap. 40, ISBN 978-88-8451-601-5.